# Leo Van de Moortel
Leo Van de Moortel (Brussel, 13 juni 1919 – aldaar, 6 april 1972) was een Belgisch fagottist en componist.
Hij was broer van altviolist en componist Arie Van de Moortel. Leo was getrouwd met Antoinette Dethoor, cellist van het Nationaal Orkest van België.
Alhoewel hij vanaf zijn zevende al actief was op de cello zag het er in eerste instantie niet naar uit, dat hij musicus zou worden. Hij wilde studeren voor architect, maar liet dat in 1935 los en koos voor muziek. Vanaf dan kreeg hij zijn muziekopleiding bij Georges Boogaerts en Laurent Kerremans aan het Koninklijk Conservatorium Brussel. Er volgden eerste prijzen voor cello (1937), kamermuziek (1937) en fagot (1939). In de tijd van de cello was hij promotor van oude muziekinstrumenten als de viola da gamba. Er waren ook privélessen bij A. van Neste. De studies braken af vanwege het uitbreken van de Tweede Wereldoorlog waardoor hij in het leger moest dienen. In 1941 trad hij als fagottist toe tot het Orkest van de NIR, waar hij ook solo-fagottist was (lessenaaraanvoerder). Hij zou er tot zijn dood werken. Vanaf 1945 was hij voorts docent fagot aan het Stedelijk Muziekconservatorium Leuven en vanaf 1957 ook aan het Koninklijk Conservatorium Brussel. Hij nam in die jaren ook zitting in het Brussels Houtblazerstrio.
Zijn composities bevinden zich op het vlak van de kamermuziek. Te noemen zijn:
- Divertimento I voor hobo, klarinet en fagot
- Divertimento II voor trompet, hoorn en trombone
- Divertimento III voor hobo, klarinet en fagot
- Capriccio voor cello en piano; er kwam tevens een versie voor altsaxofoon en piano
- Allegro marziale voor trompet en piano
- Prelude en passacaglia voor fluit, hobo, klarinet en fagot
- Zeven études voor fagot (Sept études pour basson).

Ook van zijn hand zijn talrijke bewerkingen van muziek uit barok en classicisme naar fagot of cello.
Aan het eind van zijn leven bekwaamde hij zich ook in de schilder- en tekenkunst. Zo maakte hij wel karikaturen van mede-orkestleden.
Hij overleed in de pauze tijdens een concert van het Nationaal Orkest van België in Bozar.